# Зарудный, Иван Петрович
Ива́н Петро́вич Зару́дный (также — Зару́днев; ок. 1670, Киев — 1727, Санкт-Петербург, Российская империя) — русский архитектор, скульптор, живописец и резчик по камню, по некоторым данным, также цензор иконописных работ.

### Наблюдение за иконописанием
Л. А. Успенский в работе «Богословие иконы Православной Церкви» приводит следующие сведения: «По именному указу Петра от 1707 года «управление и повелительство духовное» вверяется митрополиту Стефану Яворскому; но фактическое наблюдение за иконописанием и за моральным поведением иконописцев «во всей Всероссийской державе», по указу того же года, поручается архитектору Ивану Зарудневу, а «писатися ему Ивану супер-интендентом». <...> По указу 1710 года обязанности Заруднева изложены в 20 пунктах, в которых Петр руководствуется практическими государственными соображениями. Зарудневу вменялось в обязанность «лутчаго ради благолепия и чести святых икон во искусстве иконного, и живописного изображения, которые пишут иконы московских, градцких и иностранных приезжих людей по всей Его Царского Величества Всероссийской державе» (Материалы для истории иконописания в России, сообщенные П. П. Пекарским // Известия Императорского Археологического общества. СПБ., 1865. Т. 5. С. 22) переписать и распределить по трем степеням с наложением на них пошлины в соответствии с каждой степенью. Он должен был выдавать им соответственное удостоверение. Архиереям, попам и монастырям вменяется в обязанность без этих удостоверений икон от мастеров не принимать. «А свидетельствованным изуграфом на святых иконах подписывати год, месяц и число, в которой он степени, имя свое, и отчество, и прозвание подлинно» (там же, с. 23). Устанавливались взаимоотношения между мастерами и учениками, между заказчиками и исполнителями. Так на церковное искусство налагаются узкие административные рамки в порядке общегосударственных реформ».

### Архитектор
В некоторых советских изданиях Зарудный представлен как архитектор, для которого характерна переработка элементов русской архитектуры XVII века в духе традиций европейского барокко (Меншикова башня).
Точные сведения о месте рождения Ивана Зарудного не сохранились. Существует предположение, что архитектор родился на территории Речи Посполитой и поэтому получил прозвище «иноземец». Большинство исследователей сходятся во мнении, что Иван Зарудный родился на территории современной Украины. Впервые Зарудный упоминается в делах Малороссийского приказа за 1690 годом как гонец гетмана Ивана Мазепы. С 1701 года он находился на царской службе в Москве, где создал ряд построек, для которых характерна переработка нарышкинского стиля в духе традиций европейской архитектуры того времени. 
Иван Зарудный внёс значительный вклад в разработку архитектуры триумфальных ворот, построив одно из девяти сооружений в честь победы в Полтавской битве 1709 года, а также «Триумфальные врата у Синода» в Китай-городе, построенные в 1721—1723 годах в честь мирного договора со Швецией и примечательные первым применением в русской архитектуре двухколонных портиков.
С именем Ивана Зарудного с той или иной степенью достоверности связывают и другие московские постройки: церковь Петра и Павла на Новой Басманной улице (окончена в 1719 году), палаты Аверкия Кириллова на Берсеневской набережной, церкви Иоанна Воина на Якиманке, надвратную церковь Тихвинской Богоматери Донского монастыря и Спасский собор Заиконоспасского монастыря.
Иван Зарудный также работал и в Санкт-Петербурге. Он остался известен потомкам как скульптор, резчик и живописец, создавший иконостасы для Меншиковой башни (утрачен), ряда храмов Петербурга (в том числе и для Петропавловского и Исаакиевского соборов) и Ревеля (Преображенская церковь).